# Breitkopf-Fraktur

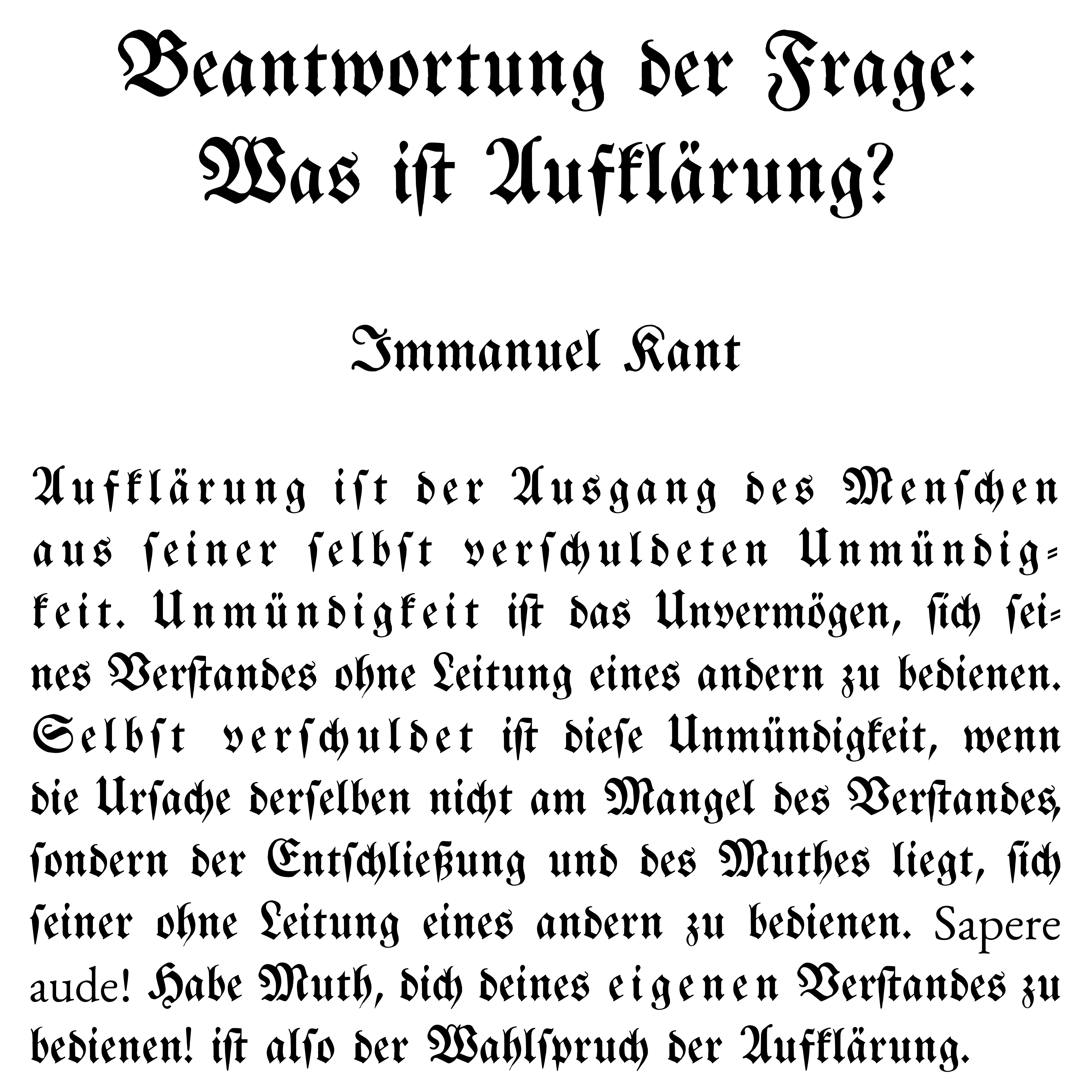
In Breitkopf-Fraktur gesetzter Auszug aus Immanuel Kants Beantwortung der Frage: Was ist Aufklärung?

Die Breitkopf-Fraktur ist eine in Deutschland zur Zeit des Rokoko und der Aufklärung entstandene Frakturschrift. Entworfen wurde sie um 1750 von Johann Gottlob Immanuel Breitkopf. Sie ist weniger verziert als die Schriften des Barock und gilt als schönste und meistverwendete Frakturschrift ihrer Zeit.

## Hintergrund
Die als Fraktur bekannte Druckschrift nahm zur Mitte des 18. Jahrhunderts in Deutschland nur einen geringen Stellenwert ein, da es ihr an „männlicher Kraft“ mangelte. Breitkopf, der sich sowohl mit Antiqua als auch mit der Fraktur beschäftigt hatte, versuchte schließlich, wie es in einer späteren Bewertung durch den Buchhändler Carl Berendt Lorck 1883 hieß, „der Fraktur eine kunstgerechtere Haltung zu geben“.
Die von Breitkopf erschaffene Fraktur geht auf die Neudörffer-Andreä-Fraktur nach Johann Neudörffer und Hieronymus Andreä zurück, die Zeitgenossen Albrecht Dürers waren. Breitkopf fand sie bei der Lektüre von dessen Werk Underweysung der Messung mit dem Zirckel und Richtscheyt. Fast allen Buchstaben kann man den zugrundegelegten Federzugs einer um 45 Grad geneigten Schreibfeder ansehen.

„Einer der bekanntesten deutschen Buchdrucker des achtzehnten Jahrhunderts war Johann Gottlob Immanuel Breitkopf (1719 bis 1794). Er ließ sich aus England Matrizen von Baskerville kommen und arbeitete an einer neuen Antiqua- und an einer neuen Frakturschrift. Die Breitkopffraktur kommt wie die Luthersche vom Federzug – man erkennt dies an der fast bei allen Buchstaben beibehaltenen Federhaltung von 45 Grad –, […] Die Breitkopf ist jene Schrift, die der allgemeinen Vorstellung von einer Fraktur am nächsten kommt.“

Die Breitkopf-Fraktur wurde 1899 von den Gebr. Klingspor aus Offenbach am Main wiederbelebt und neu gegossen. Diesem Beispiel folgten Schriftgießereien, die sie als Hausschnitt anboten. Bis zum Beginn des 20. Jahrhunderts war die Breitkopf-Fraktur in Deutschland die meist genutzte Fraktur.